# 佐々木友紀
佐々木 友紀（ささき とものり）は、日本の映画監督、現代美術家。1983年生まれ。

## 経歴
第28期イメージフォーラム付属映像研究所修了。

## 監督作品
- 2010年 『ちょちょぎれ』 82分／劇場公開作品／NEW YORK CITY INTERNATIONAL FILM FESTIVAL コンペ部門正式出品
- 2012年 青春H『鳥を見て！』 100分／製作アートポート／劇場公開作品
- 2012年 『ココロ迷子』 73分／製作 立花演劇研究所／劇場公開作品
- 2013年 『フタリデツクル』 90分／製作 Takujiクリエイト／劇場公開作品
- 2013年 『都市伝説バスター』製作 BAT TASTE／千葉テレビ／８月〜９月
- 2014年 『妖怪女学園』千葉テレビ放送／10月〜12月
- 2014年 『夏前。おわり』 76分／製作 ENBUゼミナール／劇場公開作品
- 2014年 『アイドル怪談（ホラー）2』 製作 BAT TASTE／千葉テレビ放送
- 2015年 『鮫島先生』 21分／製作 １+２FILM、LILYFILM／DVDストレート
- 2015年 『しまいのけいやく』 23分／製作 LILY FILM・１＋２FILM／DVDストレート
- 2015年 『ワークショップ』 23分／製作 LILY FILM・１＋２FILM／DVDストレート
- 2015年 『監督天才』 23分／製作 LILY FILM・１＋２FILM／DVDストレート

## 撮影作品
- 2012年　『はじまりの島』後藤サヤカ監督